# Charles Beasley
Charles P. Beasley (Shawnee, 23 settembre 1945 – McKinney, 11 aprile 2015) è stato un cestista statunitense, professionista nella ABA.

## Carriera
Venne selezionato dai Cincinnati Royals al settimo giro del Draft NBA 1967 (74ª scelta assoluta).

## Palmarès
- Miglior tiratore di liberi ABA (1968)